# Eduardo Saragó
Eduardo José Saragó Carbón (Caracas, Distrito Capital, Venezuela; 11 de enero de 1982) es un entrenador de fútbol venezolano que actualmente dirige al Academia Puerto Cabello Club de Fútbol en la Primera División de Venezuela.

## Inicios
Formado en las filas del Colegio Cumbres de Caracas, jugó buena parte de su corta carrera como futbolista en las filas del Caracas FC, dirigido por Nelson Carrero. Jugó alrededor de 4 partidos en primera división con Caracas Futbol Club e Italchacao, donde tuvo unas buenas actuaciones pero por estar rodeado siempre de grandes futbolistas no se le dieron las oportunidades, equipos del interior del país lo querían en su filas pero no le agradaba mucho la idea de irse debido a que tenía obligaciones con su familia, es ahí donde comienza 
a dirigir categorías menores, y luego de esto se fue a Argentina a realizar el curso de entrenador. En su faceta de Director Técnico, trabajó a nivel colegial en equipos como Fray Luis y San Agustín del Marques, en la Selección Distrito Metropolitano Sub-20, también fue director técnico Sub-17 y Sub-20 del Centro Ítalo Venezolano, asistente y analizador de vídeos del Caracas Fútbol Club (Primera División) y Asistente Técnico de la selección de Venezuela Sub-20 (Gira Argentina 2006 y Sudamericano Paraguay 2007.

## Zamora FC
Durante el Torneo Clausura 2008, es contratado por el Zamora FC debutando así como director técnico en la primera división de Venezuela, en donde suma 26 puntos, destacándose victorias como la que se escenificó en el Estadio Agustín Tovar de Barinas por 2-0 al Deportivo Táchira, club que pisaba suelo barinés invicto en el transcurso de dicho torneo, con el Zamora contó con jugadores de la talla de Evelio Hernández, Tomás Rincón o Adrián Lezama entre otros sin embargo el mal inicio no permitió a los blanquinegros y al joven DT terminar en una posición más alta en la tabla (7.º. Lugar).

## Deportivo Italia
Sin embargo, su actuación no pasaría por inadvertida, pues en junio del 2008 fue confirmada su contratación por el equipo del Deportivo Italia para la temporada 2008-2009 del fútbol venezolano, logrando traer del cuadro del Zamora a jugadores de su confianza como Evelio Hernández, Bladimir Morales, Andrés Sánchez, Alan Liebeskind entre otros, con esto conformaría junto con otras contrataciones como la del delantero argentino Daniel Delfino o el lateral Rafael Lobo, más la base del cuadro itálico del torneo pasado, Marcelo Maidana, Francisco Javier Campos o Christian Cásseres, conformaron un grupo interesante, que el DT lograría poner a funcionar, y en sorpresa de todo el mundo futbolístico en Venezuela lograrían la consecución del título del Torneo Apertura 2008, al culminar en el Primer Lugar con 36 puntos conseguidos, sin duda una gran sorpresa del equipo itálico y que consagraría al DT Saragó como un entrenador emergente exitoso en el fútbol venezolano.
Luego se preparó para el Clausura 2009, con otras contrataciones destacadas como la de Richard Blanco, quien sin embargo no contó mucho para Saragó, y el torneo no fue muy afortunado para su equipo, quien tenía la posibilidad de lograr el título absoluto de la temporada, mas sin embargo, la irregularidad les obligó a quedar en la mitad de la tabla y disputar la final del torneo ante el campeón del Clausura 2009, el Caracas FC, más al final no pudo lograr el objetivo del campeonato al perder en la final con un 0-5, muy a pesar del 1-1 conseguido en la ida, con esto Saragó lograría en su primera temporada completa con un equipo en el fútbol venezolano un subcampeonato.
Para la temporada 2009-2010 su equipo se presentaba como favorito por sus refuerzos, fue una temporada de muchos triunfos para el equipo del joven director técnico, aunque al final falló en el partido clave en ambos torneos y solo se conformaría con un 3.er lugar en la tabla general de ambos torneos.
Además que, esta temporada le permitió a Eduardo Saragó estrenarse como Director Técnico en una Copa Libertadores, siendo la Copa Libertadores 2010 el certamen que estrenó al joven técnico, sin embargo no estuvo su equipo a la altura despidiéndose de dicho torneo con 1 punto en 6 partidos en un grupo donde estuvo equipos de la talla del Colo Colo, Cruzeiro y Vélez Sarsfield.
En julio de 2010, el equipo cual dirigía, el Deportivo Italia, cambió su denominación a Deportivo Petare Fútbol Club tras un acuerdo entre la junta directiva del Deportivo Italia y la Alcaldía del Municipio Sucre, sin embargo este cambio significó una baja en su plantilla de varios jugadores destacados con los que él contaba, y prácticamente tuvo que demostrar sus dones de buen DT al llevar al equipo a un 3.er lugar presentando muchas carencias de profundidad y de falta de gol, además de poco nivel técnico de sus jugadores, en enero del 2011 inició el periplo de su equipo en la edición de la Copa Libertadores 2011 en la fase previa de dicha competición enfrentando al cuadro paraguayo de Cerro Porteño, al final sería eliminado al perder en el Estadio General Pablo Rojas por 1-0 y empatar en el Estadio Olímpico de la UCV por 1-1. Al final esta campaña significó su despedida del cuadro azul al culminar eliminado en la fase pre-sudamericana del torneo venezolano ante Yaracuyanos FC.

## ACD Lara
Es confirmado en junio del 2011 como nuevo director técnico del ACD Lara, club que llevó a su primer título absoluto nacional al consagrarse tanto en el Torneo Apertura 2011 y Torneo Clausura 2012, este ha sido la mejor temporada en la carrera de Saragó, su equipo perdió un solo partido entre ambos torneos, con este club Saragó se dio a conocer como uno de los mejores técnicos de la primera división de Venezuela, al convertirse en el cuarto entrenador en quedar campeón absoluto del fútbol venezolano tras Walter "cata" Roque (Táchira), Noel Sanvicente y Carlos Maldonado, siendo Saragó el más joven de los cuatro completando la hazaña con apenas 30 años, además es el primero y el único en alcanzar 83 puntos en la tabla acumulada.
Aunque en el Torneo Apertura 2012, el nivel de su equipo decaería, tuvo un mal inicio incluyendo lo que sería su debut como Director Técnico en la Copa Sudamericana 2012, en donde caería eliminado su equipo ante Deportes Tolima, la baja del nivel futbolístico se debió principalmente a que el ACD Lara enfrentó una profunda crisis económica por lo cual Saragó tuvo que abandonarlo, pese a la crisis de su equipo logró ganar partidos que le permitieron al Lara seguir estando entre los equipos candidatos al título del Fútbol venezolano en el 2012.
En copas sudamericanas tampoco ha sido buen técnico no ha ganado ningún partido de 10 que ha disputado.

## Caracas FC
El Caracas anuncia su contratación como técnico del primer equipo hasta mayo del 2015.
El 5 de diciembre de 2013 se coronó campeón de la Copa Venezuela tras vencer al Deportivo Táchira en el Estadio Olímpico de la UCV con marcador de 2 - 0, luego de haber perdido 2 - 1 en el partido de ida.

## Trayectoria como técnico
| Club                                   | País      | Año        |
| -------------------------------------- | --------- | ---------- |
| Zamora Fútbol Club                     | Venezuela | 2008       |
| Deportivo Italia                       | Venezuela | 2009-2011  |
| ACD Lara                               | Venezuela | 2011- 2012 |
| Caracas FC                             | Venezuela | 2013-2015  |
| Deportivo La Guaira                    | Venezuela | 2016-2017  |
| Deportivo Táchira                      | Venezuela | 2022-2024. |
| Academia Puerto Cabello Club de Fútbol | Venezuela | 2025-Act.  |

## Estadísticas como entrenador

### Estadísticas de liga
- Actualizado al 19 de mayo de 2013.

| Club                     | País                | Temporada | Categoría        | Partidos | Ganados | Empatados | Perdidos | Puesto          |
| ------------------------ | ------------------- | --------- | ---------------- | -------- | ------- | --------- | -------- | --------------- |
| Zamora F.C               | Venezuela           | 2008      | Primera División | 17       | 8       | 3         | 6        | 7.º             |
| Deportivo Italia(Petare) | Venezuela           | 2008/09   | Primera División | 34       | 14      | 14        | 6        | 4.º (Acumulada) |
| Deportivo Italia(Petare) | Venezuela           | 2009/10   | Primera División | 34       | 21      | 6         | 7        | 3.º (Acumulada) |
| Deportivo Petare         | Venezuela           | 2010/11   | Primera División | 34       | 16      | 12        | 6        | 3.º (Acumulada) |
| ACD Lara                 | Venezuela           | 2011/12   | Primera División | 34       | 25      | 8         | 1        | 1.º             |
| ACD Lara                 | Venezuela           | 2012      | Primera División | 17       | 9       | 4         | 4        | 4.º (Apertura)  |
| Caracas FC               | Venezuela           | 2013-14   | Primera División | 34       | 16      | 14        | 4        | 4.º (Acumulada) |
| Caracas FC               | Venezuela           | 2014-15   | Primera División | 34       | 21      | 7         | 6        | 1.º (Acumulada) |
| Total de su carrera      | Total de su carrera | -         | -                | 204      | 109     | 61        | 34       | -               |

- Con el Deportivo Italia Quedó campeón del Torneo Apertura 2008 y subcampeón del Torneo Apertura 2009
- Con el ACD Lara Quedó campeón absoluto de la Primera División Venezolana 2011/12

### Estadísticas de Copa

#### Copas nacionales
- Actualizado al 19 de mayo de 2013.

| Club                      | País                | Temporada | Copa           | Partidos | Ganados | Empatados | Perdidos | Puesto           |
| ------------------------- | ------------------- | --------- | -------------- | -------- | ------- | --------- | -------- | ---------------- |
| Deportivo Italia (Petare) | Venezuela           | 2008      | Copa Venezuela | 5        | 3       | 0         | 2        | Cuartos de final |
| Deportivo Italia (Petare) | Venezuela           | 2009      | Copa Venezuela | 4        | 2       | 0         | 2        | Cuartos de final |
| Deportivo Petare          | Venezuela           | 2010      | Copa Venezuela | 3        | 1       | 0         | 2        | Octavos de final |
| ACD Lara                  | Venezuela           | 2011      | Copa Venezuela | 4        | 2       | 0         | 2        | Octavos de final |
| ACD Lara                  | Venezuela           | 2012      | Copa Venezuela | 2        | 0       | 0         | 2        | Octavos de final |
| Caracas FC                | Venezuela           | 2013      | Copa Venezuela | 10       | 7       | 2         | 1        | Campeón          |
| Caracas FC                | Venezuela           | 2014      | Copa Venezuela | 2        | 0       | 1         | 1        | Octavos de final |
| Total de su carrera       | Total de su carrera | -         | -              | 30       | 15      | 3         | 12       | -                |

- Con el ACD Lara Comenzó la copa en octavos de final por ser el campeón absoluto de la Primera División Venezolana 2011/12.
- Con el Caracas FC Comenzó la copa en octavos de final por ser el campeón Defensor de la Copa Venezuela 2013.

#### Copas internacionales
- Actualizado al 19 de mayo de 2013.

| Club                      | País                | Temporada | Copa              | Partidos | Ganados | Empatados | Perdidos | Puesto         |
| ------------------------- | ------------------- | --------- | ----------------- | -------- | ------- | --------- | -------- | -------------- |
| Deportivo Italia (Petare) | Venezuela           | 2010      | Copa Libertadores | 6        | 0       | 1         | 5        | Fase de grupos |
| Deportivo Petare          | Venezuela           | 2011      | Copa Libertadores | 2        | 0       | 1         | 1        | Primera Fase   |
| ACD Lara                  | Venezuela           | 2012      | Copa Sudamericana | 2        | 0       | 1         | 1        | Primera Fase   |
| Caracas FC                | Venezuela           | 2014      | Copa Libertadores | 2        | 0       | 0         | 2        | Primera Fase   |
| Caracas FC                | Venezuela           | 2014      | Copa Sudamericana | 4        | 2       | 1         | 1        | Segunda Fase   |
| Total de su carrera       | Total de su carrera | -         | -                 | 16       | 2       | 4         | 10       | -              |

## Palmarés

### Torneos nacionales
| Torneo Apertura 2008 | Deportivo Italia  |           |      |
| Torneo Apertura 2011 | ACD Lara          |           |      |
| Torneo Clausura 2012 | ACD Lara          |           |      |
| Copa Venezuela 2013  | Caracas FC        |           |      |
| Primera División     | Deportivo Táchira | Venezuela | 2023 |
|                      |                   |           |      |
|                      |                   |           |      |

## Trayectoria como propietario de ejemplares purasangre de carreras
Eduardo Saragó también es propietario de ejemplares purasangre de carreras de caballos en el Hipódromo La Rinconada, siendo el caballo Crotone, y la yegua Endrygol de su propiedad. El domingo 27 de octubre del año 2019, su yegua Endrygol ganó el Gran Premio Clásico Simón Bolívar de ese mismo año, en emotivo final con el caballo norteamericano Tap Daddy.